# Lunar Crag
Der Lunar Crag ist ein 1200 m hoher Nunatak im Osten der westantarktischen Alexander-I.-Insel. In den Planet Heights ragt er am Kopfende des Pluto-Gletschers auf.
Luftaufnahmen der US-amerikanischen Ronne Antarctic Research Expedition (1947–1948) dienten dem britischen Geographen Derek Searle vom Falkland Islands Dependencies Survey im Jahr 1960 der Kartierung. Das UK Antarctic Place-Names Committee benannte ihn 1977 in Anlehnung an die Benennung zahlreicher geographischer Objekte in der Umgebung nach Planeten und deren Monden.